# Circunscripción 6 (Bolivia)
La Circunscripción Electoral 6 de Bolivia (o más conocida simplemente como Circunscripción 6) es una de las 70 circunscripciones uninominales del país, las cuales son utilizadas como distritos electorales para la elección de diputados uninominales a la Cámara de Diputados de Bolivia.
Las circunscripciones electorales de Bolivia fueron creadas el 2 de agosto de 1996 mediante la Ley 1704, durante el primer gobierno del presidente Gonzalo Sánchez de Lozada. Las circunscripciones se aplicaron por primera vez en las elecciones generales de 1997 hasta la actualidad.

## Elecciones parlamentarias de 1997
- Elecciones parlamentarias de Bolivia de 1997 para Diputado Uninominal por la Circunscripción 6 para el periodo 1997-2002 [2][3]

|  | 38,82 % |

|  | 24,66 % |

|  | 15,65 % |

|  | 10,66 % |

|  | 6,02 % |

|  | 1,10 % |

|  | 1,08 % |

|  | 1,01 % |

|  | 0,64 % |

|  | 0,34 % |

|  | 100 % |

|  | 66,64 % |

|  | 33,36 % |

|  | 100 % |